# Коростень (дослідницьке судно)
«Коростень» — малий десантний корабель (дослідницьке судно) проєкту 106К, тип «Сайгак», який входив до складу Військово-Морських Сил України. Мав бортовий номер U862. Був названий на честь міста Коростень.

## Історія
Малий десантний корабель «ОС-237» проєкту 106К був побудований в 1966 році (заводський №2), і був перероблений в дослідницьке судно для випробувань систем бронювання. У 1997 році згідно з Договором про розподіл Чорноморського флоту, корабель відійшов Україні, й отримав нову назву «Коростень» з бортовим номером U862. У 2004 році малий десантний корабель «Коростень» був виключений зі складу ВМСУ у зв'язку із закінченням строку експлуатації та втратою тактико-технічних характеристик, що призвело до неможливості подальшого використання та недоцільності відновлення. У 2006 році судно було продане ТОВ «Інкерманська рибальська компанія» й перейменовано в «Оскар». У 2010 був проданий новому власнику, переобладнаний у суховантаж, і отримав нову назву — «Mesogio».